# 飯塚勝
飯塚 勝（いいつか まさる、1943年4月1日 - ）は、日本の法律家。青山学院大学法務研究科教授。

## 経歴
1966年青山学院大学法学部卒業、同年司法試験合格。1969年に裁判官に任官し、1985年に退官（主に民事事件担当）。退官後、弁護士登録。2004年青山学院大学法務研究科教授に就任。
第二東京弁護士会に所属。元第二東京弁護士会の監事、常議員、網記・懲戒委員。東京都新宿区法律相談員。専門分野は民事法。